# Dangeardiella macrospora
Dangeardiella macrospora är en svampart som först beskrevs av Joseph Schröter, och fick sitt nu gällande namn av Sacc. & P. Syd. 1899. Enligt Catalogue of Life ingår Dangeardiella macrospora i släktet Dangeardiella,  och familjen Melanommataceae, men enligt Dyntaxa är tillhörigheten istället släktet Dangeardiella,  och klassen Dothideomycetes. Arten är reproducerande i Sverige. Inga underarter finns listade i Catalogue of Life.